# BYG Records
BYG Records est une maison de disques française principalement connue pour sa série « Actuel » spécialisée dans le free jazz (en association avec le magazine Actuel nouvellement créé). Cependant, le label sort aussi une poignée d'enregistrements d'artistes non jazz tels que Musica Elettronica Viva, Freedom et Gong.

## Histoire
BYG Records est fondé en mars 1967 par Jean Georgakarakos, Jean-Luc Young et Fernand Boruso. Le nom du label est formé à partir des initiales des patronymes des trois fondateurs. Georgakarakos s'est auparavant imposé comme distributeur et importateur de disques, tandis que Young travaillait pour les disques Barclay et Boruso pour Saravah, le label formé par Pierre Barouh.
Peu après les évènements de mai 1968, BYG réédite en France une série d'albums de jazz « historiques », sous licence avec le grand label américain Savoy, dans les collections Archive of Jazz et History of Jazz, ainsi que divers 45 tours de musique soul. Les premières diffusions du label sont Jelly Roll Morton, Louis Armstrong, Sidney Bechet, Bix Beiderbecke, Otis Redding et Ike and Tina Turner. Parallèlement BYG Records sort ses propres productions d'artistes français de rock progressif, psychédélique ou expérimental comme Gong, Alan Jack, Ame Son, Alice, Cœur Magique ou Areski Belkacem et Brigitte Fontaine.
Le label invite à Paris des musiciens de free jazz américains tels que Don Cherry, Archie Shepp, Sun Ra ou le Art Ensemble of Chicago pour enregistrer à l'été 1969, une époque où ceux-ci reçoivent peu de soutien ou d'attention aux États-Unis. Beaucoup de ces musiciens sont déjà à l'étranger à cette époque, jouant au Festival panafricain d'Alger en juillet 1969 (le photographe de jazz Jacques Bisceglia est en grande partie responsable de la connexion entre le label et les musiciens, et le B de BYG est souvent considéré, à tort, comme faisant référence à Bisceglia). Les albums qui en résultent représentent un important dépôt d'enregistrements de free jazz de l'époque.
BYG Records propose également, dans la série Pop Blues, des albums d'Aynsley Dunbar Retaliation, John Lee Hooker ou Otis Spann, entre autres. La série Jazz Masters, dirigée par Jacques Bisceglia, diffuse en France des enregistrements de grands maîtres du jazz tels Thelonious Monk, Erroll Garner, Charlie Parker ou John Coltrane. Le label distribue aussi des albums étrangers, des inédits, des raretés ou des compilation de jazz, de blues rock, voire de reggae, comme Duke Ellington, Louis Armstrong, Charles Mingus, Eric Burdon & The Animals, Jeff Beck & The Yardbirds, Jimi Hendrix et Bob Marley.
BYG/Actuel est également responsable de l'organisation du festival Actuel qui se déroule fin octobre 1969 dans la petite ville belge d'Amougies. Le festival doit initialement avoir lieu à Paris ou à proximité, mais est interdit par les autorités françaises. Il présente de nombreux représentants de premier plan du rock progressif, tels que Frank Zappa, Pink Floyd, Captain Beefheart, Soft Machine, Ten Years After, Yes et The Nice. Le festival est un succès populaire, avec environ 20 000 visiteurs sur cinq nuits, mais est un échec sur le plan économique. En juillet 1970, Georgakarakos organise le festival Popanalia à Biot sur la Côte d'Azur, mais celui-ci échoue également financièrement. En 1972, des problèmes budgétaires tourmentent BYG au point où le label devient pratiquement clandestin. Georgakarakos et Young forment ensuite leurs propres maisons de disques, Celluloid (Georgakarakos) et Charly (Young). En 2002, une compilation avec le meilleur du label, JazzActuel : une collection d'avant-garde/free jazz/psychédélisme du catalogue BYG/Actuel de 1969-1971, est éditée par Charly (sous forme de coffret de 3 CD) et Get Back Records en Italie (sous forme d'un ensemble de 6 LP). La sélection est réalisée par Thurston Moore de Sonic Youth et le journaliste Byron Coley.

## Discographie sélective

### SérieActuel
La série Actuel comporte 52 albums numérotés.
| N°       | N° de catalogue | Artiste                          | Album                                             | Année |
| -------- | --------------- | -------------------------------- | ------------------------------------------------- | ----- |
| 1        | 529.301         | Cherry, Don                      | Mu - First Part                                   | 1969  |
| 2        | 529.302         | Art Ensemble of Chicago          | A Jackson in Your House                           | 1969  |
| 3        | 529.303         | Murray, Sunny                    | Homage to Africa                                  | 1970  |
| 4        | 529.304         | Shepp, Archie                    | Yasmina, a Black Woman                            | 1970  |
| 5        | 529.305         | Gong                             | Magick Brother                                    | 1969  |
| 6        | 529.306         | Jones, Arthur et Delcloo, Claude | Africanasia                                       | 1969  |
| 7        | 529.307         | Puig, Michel                     | Stigmates                                         | 1969  |
| 8        | 529.308         | Greene, Burton                   | Aquariana                                         | 1969  |
| 9        | 529.309         | Lyons, Jimmy                     | Other Afternoons                                  | 1970  |
| 10       | –               | Alan Jack Civilization           | Bluesy Mind [inédit*]                             | –     |
| 11       | 529.311         | Shepp, Archie                    | Poem for Malcolm                                  | 1969  |
| 12       | 529.312         | Silva, Alan                      | Luna Surface                                      | 1969  |
| 13       | 529.313         | Bley, Paul                       | Ramblin'                                          | 1969  |
| 14       | 529.314         | Acting Trio                      | Acting Trio                                       | 1969  |
| 15       | 529.315         | Braxton, Anthony                 | B-Xo/N-0-1-4-7a                                   | 1969  |
| 16       | 529.316         | Cyrille, Andrew                  | What About?                                       | 1969  |
| 17       | 529.317         | Kuhn, Joachim                    | Sounds of Feelings                                | 1969  |
| 18       | 529.318         | Shepp, Archie                    | Blasé                                             | 1969  |
| 19       | 529.319         | Coursil, Jacques                 | Way Ahead                                         | 1969  |
| 20       | 529.320         | Burrell, Dave                    | Echo                                              | 1969  |
| 21       | 529.321         | Moncur III, Grachan              | New Africa                                        | 1969  |
| 22       | 529.322         | Terroade, Kenneth                | Love Rejoice                                      | 1969  |
| 23       | 529.323         | Thornton, Clifford               | Ketchaoua                                         | 1969  |
| 24       | 529.324         | Ame Son                          | Catalyse                                          | 1970  |
| 25       | 529.325         | Freedom                          | Freedom at Last                                   | 1970  |
| 26       | 529.326         | Musica Elettronica Viva          | The Sound Pool                                    | 1970  |
| 27       | 529.327         | Marietan, Pierre & Terry Riley   | Germ-Keyboard Study 2                             | 1970  |
| 28       | 529.328         | Art Ensemble of Chicago          | Message to Our Folks                              | 1969  |
| 29       | 529.329         | Art Ensemble of Chicago          | Reese and the Smooth Ones                         | 1969  |
| 30       | 529.330         | Burrell, Dave                    | La Vie de Bohème                                  | 1970  |
| 31       | 529.331         | Cherry, Don                      | Mu - Second Part                                  | 1970  |
| 32       | 529.332         | Murray, Sunny                    | An Even Break (Never Give a Sucker)               | 1970  |
| 33       | 529.333         | Moncur III, Grachan              | Aco Dei De Madrugada                              | 1970  |
| 34       | 529.334         | Redman, Dewey                    | Tarik                                             | 1970  |
| 35       | 529.335         | Musica Elettronica Viva          | Leave the City                                    | 1970  |
| 36       | 529.336         | Wright, Frank                    | One for John                                      | 1970  |
| 37       | 529.337         | Sharrock, Sonny                  | Monkey-Pockie-Boo                                 | 1970  |
| 38       | 529.338         | Shepp, Archie                    | And The Full Moon Ensemble Live In Antibes Vol. 1 | 1971  |
| 39       | 529.339         | Shepp, Archie                    | And The Full Moon Ensemble Live In Antibes Vol. 2 | 1971  |
| 40       | 529.340         | Sun Ra                           | The Solar-Myth Approach Vol. 2                    | 1972  |
| 41       | 529.341         | Sun Ra                           | The Solar-Myth Approach Vol. 1                    | 1972  |
| 42-43-44 | 529.342-3-4     | Silva, Alan                      | Seasons (Parts 1-6)**                             | 1971  |
| 45       | 529.345         | Allen, Daevid                    | Banana Moon                                       | 1971  |
| 46       | 529.346         | Kuhn, Joachim                    | Paris is Wonderful                                | 1970  |
| 47       | 529.347         | Braxton, Anthony                 | This Time...                                      | 1970  |
| 48       | 529.348         | Murray, Sunny                    | Sunshine                                          | 1969  |
| 49       | 529.349         | Coursil, Jacques                 | Black Suite                                       | 1971  |
| 50       | 529.350         | Jones, Arthur                    | Scorpio                                           | 1971  |
| 51       | 529351          | Shepp, Archie                    | Live at the Pan-African Festival                  | 1971  |
| 52       | 529.352         | Lacy, Steve                      | Moon                                              | 1971  |
| 53       | 529.353         | Gong                             | Camembert Electrique                              | 1971  |

* Bluesy Mind	d'Alan Jack Civilization, inédit dans la série Actuel, est sorti en 1970 (BYG 529.011)

** triple album

### SériePop Blues
| N° | N° de catalogue | Artiste                             | Album                                        | Année |
| -- | --------------- | ----------------------------------- | -------------------------------------------- | ----- |
| 1  | 529.501         | The Aynsley Dunbar Retaliation      | Watchin' Chain                               | 1971  |
| 2  | 529.502         | Alexis Korner                       | A New Generation Of Blues                    | 1971  |
| 3  | 529.503         | Elmore James                        | The Blues In My Heart, The Rhythm In My Soul | 1971  |
| 4  | 529.504         | The Aynsley Dunbar Retaliation      | Doctor Dunbar's Prescription                 | 1972  |
| 5  | 529.505         | The Johnny Otis Show                | Cold Shot!                                   | 1969  |
| 6  | 529.506         | The Aynsley Dunbar Retaliation      | Retaliation                                  | 1971  |
| 7  | 529.507         | Pacific Gas and Electric            | Get It On                                    | 1969  |
| 8  | 529.508         | John Lee Hooker                     | Folk Blues                                   | 1971  |
| 9  | 529.509         | Ike and Tina Turner                 | The Soul of Ike and Tina Turner              | 1971  |
| 10 | 529.510         | Junior Wells, Buddy Guy, Otis Spann | Southside Blues Jam                          | 1971  |
| 11 | 529.511         | John Lee Hooker                     | No Friend Around                             | 1971  |
| 12 | 529.512         | Otis Spann                          | I Was Raised In Mississipi                   | 1971  |

### Autres
Albums
- 1969 : Steve Lacy, Epistrophy (529.126)
- 1970 : Alice, Alice (529.016)
- 1970 : François Wertheimer, Wertheimer (529.028)
- 1971 : Aynsley Dunbar, Blue Whale (529.015)
- 1971 : Cœur Magique, Wakan Tanka (529.018)
- 1971 : Champion Jack Dupree, The Heart of the Blues is Sound (529.019)
- 1971 : Spontaneous Music Ensemble, Birds of Feather (529.023)
- 1971 : Steve Kuhn, Childhood is Forever (529.136)
- 1972 : Soft Machine, Faces and Places, Vol. 7 (529.907)
- 1972 : Hampton Waves et Martial Solal, Key for Two (529.125)
- 1973 : Gong, Flying Teapot (529.027)
- 1973 : Don Cherry, Orient (YX-4012~13, Japon)
- 1974 : Areski - Brigitte Fontaine, L'Incendie (529.026)
- 1974 : Don Cherry, Blue Lake (YX-4022~3, Japon)

Singles
- 1969 : Alan Jack Civilisation, Shame on You / Baby Don't Come Back Home (129.013)
- 1970 : Alan Jack Civilisation, N'y change rien / J'ai besoin de la Terre (129.022)
- 1971 : Alpha Beta (Vangelis et Silver Koulouris), Astral Abuse / Who Killed? (129.032)
- 1972 : Valérie Lagrange, I Love You So / Si ma chanson pouvait (129.034)